# Zemplínska Široká
Zemplínska Široká es un municipio del distrito de Michalovce en la región de Košice, Eslovaquia, con una población estimada a final del año 2024 de 1025 habitantes.
Se encuentra ubicado al noreste de la región, en la cuenca hidrográfica del río Bodrog (afluente derecho del Tisza) y cerca de la frontera con la región de Prešov, Ucrania y Hungría.

## Demografía
| Año        | 1994 | 2004    | 2014    | 2024    |
| ---------- | ---- | ------- | ------- | ------- |
| Población  | 816  | 871     | 951     | 1025    |
| Diferencia |      | +6,74 % | +9,18 % | +7,78 % |

| Año        | 2023 | 2024    |
| ---------- | ---- | ------- |
| Población  | 1027 | 1025    |
| Diferencia |      | −0,19 % |